# OTs-33 Pernach
A OTs-33 Pernach (ОЦ-33 Пернач) é uma pistola automática russa de 9×18mm Makarov, derivada da pistola automática OTs-23 Drotik de 5,45 mm. A Pernach é uma pistola automática projetada para substituir a Stechkin APS em diversas unidades especiais OMON da polícia russa, do Ministério de Assuntos Internos da Rússia (MVD) e de outras unidades paramilitares. A OTs-33 foi desenvolvida em 1995 por Igor Stechkin no escritório de projetos TsKIB SOO e entrou em produção limitada no KBP Instrument Design Bureau. Também conhecida como SBZ-2 (СБЗ-2), deriva dos nomes da equipe da KBP responsável pela pistola, Stechkin, Baltser (Бальцер) e Zinchenko (Зинченко).
Os projetistas foram incumbidos de resolver a dificuldade de controlar o recuo no modo automático presente na pistola Stechkin APS e simplificá-la para uso em combate. A nova pistola tem um formato "quadrado", que é mais simples (e menos dispendioso) de fabricar, e possui um novo princípio de operação que aumenta a controlabilidade e reduz o recuo.